# Kuropole (osada wojskowa)
Kuropole (biał. Кураполле; ros. Курополье) – dawna osada wojskowa. Tereny na których leżała znajdują się obecnie na Białorusi, w obwodzie witebskim, w rejonie postawskim, w sielsowiecie Kuropole.

## Historia
W czasach zaborów w gminie Postawy, w powiecie dzisieńskim, w guberni wileńskiej Imperium Rosyjskiego.
W dwudziestoleciu międzywojennym folwark a następnie osada wojskowa leżała w Polsce, w województwie wileńskim, w powiecie duniłowickim, od 1926 w powiecie dziśnieńskim, w gminie Postawy.
Według Powszechnego Spisu Ludności z 1921 roku zamieszkiwało tu 69 osób, 26 było wyznania rzymskokatolickiego, 43 prawosławnego. Jednocześnie 25 mieszkańców  zadeklarowało polską przynależność narodową, 44 białoruską. Były tu 2 budynki mieszkalne. W 1931 w 29 domach zamieszkiwały 184 osoby.
Wierni należeli do parafii rzymskokatolickiej i prawosławnej w Postawach. Miejscowość podlegała pod Sąd Grodzki w Postawach i Okręgowy w Wilnie; mieścił się tu urząd pocztowy który obsługiwał znaczną część gminy Postawy.